# Rufus McCain
Rufus McCain (7 juillet 1903 - 30 décembre 1940) est un prisonnier d'Alcatraz connu pour être une des rares personnes à avoir essayé d'échapper à cette prison.
La nuit du 13 janvier 1939 lui, Henri Young et Arthur Barker essayent de s'évader mais se font attraper. Le 30 décembre 1940 il se fait tuer par Henri Young avec une cuillère dans la cantine alors qu'il prenait son petit déjeuner.